# Beli (Maimai jezik)
Beli jezik (akuwagel, makarim, mukili; ISO 639-3: bey), papuanski jezik porodice torricelli, skupine Maimai, kojim govori 2 200 ljudi (2000) u provinciji Sandaun u Papui Novoj Gvineji. 
U skupini maimai čini istoimenu podskupinu čiji je jedini predstavnik. Ne smije se brkati s jezikom bebeli ili beli [bek] koji se govori u provinciji Zapadna Nova Britanija.

## Vanjske poveznice
- Ethnologue (14th)
- Ethnologue (15th)